# Berufsausbildungsverhältnis (Deutschland)

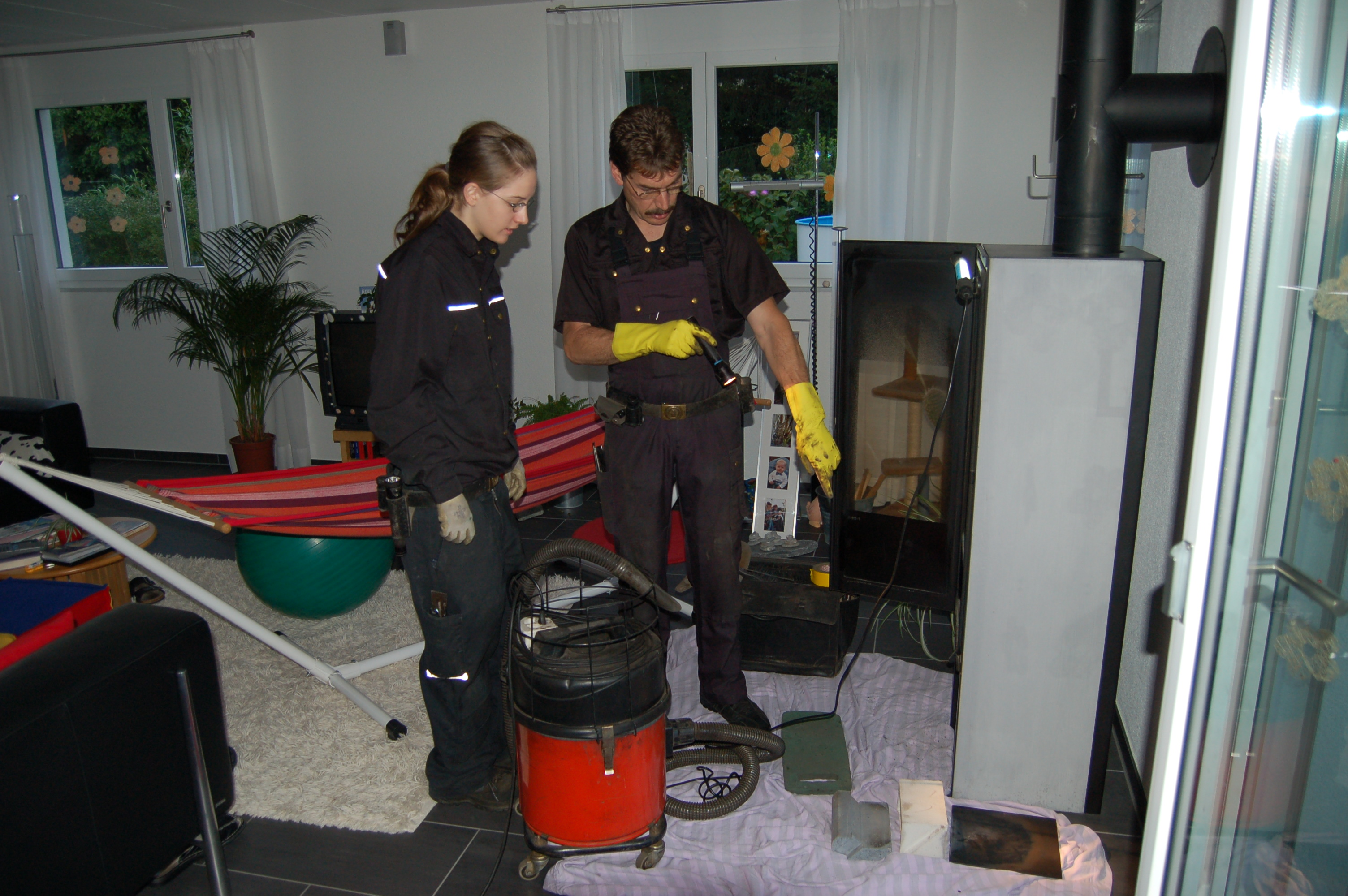
AZUBI Kaminfegerin in Praktischer Ausbildung

Das Berufsausbildungsverhältnis wird in Deutschland durch das Berufsbildungsgesetz (BBiG) geregelt. Statt vom Berufsausbildungsverhältnis spricht man auch einfach vom Ausbildungsverhältnis.

## Begriff
Die rechtliche Natur des Berufsausbildungsverhältnisses ist umstritten. Der Streit ist zumeist unerheblich, da nach § 10 Abs. 2 BBiG der Berufsausbildungsvertrag dem Arbeitsvertrag weitgehend gleichgestellt ist.

### Abgrenzungen

#### Arbeitsverhältnis
Nach der maßgeblichen Rechtsprechung des Bundesarbeitsgerichts (BAG) ist ein Berufsausbildungsverhältnis kein Arbeitsverhältnis. Zuletzt heißt es: „Berufsausbildungsverhältnisse und Arbeitsverhältnisse sind nicht generell gleichzusetzen, weil beide Vertragsverhältnisse unterschiedliche Pflichtenbindungen aufweisen (…). Inhalt eines Arbeitsverhältnisses ist nach § 611a BGB die Erbringung der vertraglich geschuldeten Leistung gegen Zahlung eines Entgelts. Demgegenüber schuldet der Auszubildende, sich ausbilden zu lassen, während die Hauptpflicht des Ausbildenden nach § 14 BBiG darin besteht, dem Auszubildenden die zum Erreichen des Ausbildungsziels erforderlichen Kenntnisse und Fähigkeiten zu vermitteln. Der Auszubildende schuldet im Gegensatz zu einem Arbeitnehmer keine Arbeitsleistung gegen Zahlung eines Entgelts, sondern hat sich nach § 13 Satz 1 BBiG zu bemühen, die berufliche Handlungsfähigkeit zu erwerben, die zum Erreichen des Ausbildungsziels erforderlich ist“.

#### „andere Vertragsverhältnisse“ im Sinne des § 26 BBiG
Ein Berufsausbildungsverhältnis unterscheidet sich von anderen Vertragsverhältnissen im Sinne des § 26 BBiG. § 26 BBiG regelt Vertragsverhältnisse, die nicht als Arbeitsverhältnisse ausgestaltet sind und die Personen betreffen, die eingestellt werden, um berufliche Fertigkeiten, Kenntnisse, Fähigkeiten oder berufliche Erfahrungen zu erwerben (Anlernlinge, Volontäre oder Praktikanten). Nach § 4 Abs. 2 BBiG darf eine Ausbildung in einem „anerkannten Ausbildungsberuf“ nur im Rahmen eines Berufsausbildungsverhältnisses stattfinden.

### Verweisung auf das Arbeitsrecht
Nach § 10 Abs. 2 BBiG finden auf den Berufsausbildungsvertrag die Rechtsnormen für Arbeitsverträge Anwendung, „soweit sich aus seinem [des Berufsausbildungsvertrages] Wesen und Zweck“ und aus dem BBiG „nichts anderes ergibt“ (§ 10 Abs. 2 BBiG). Damit ist § 10 Abs. 2 BBiG die zentrale Verweisungsnorm auf das gesamte Arbeitsrecht. Im Einzelnen muss dann jeweils geschaut werden, ob eine Gleichstellung greift oder nicht. So zählen zum Beispiel für die Frage, ob das Kündigungsschutzgesetz (KSchG) anzuwenden ist, nach § 23 Abs. 1 Satz 2 KSchG „zu ihrer Berufsausbildung Beschäftigte“ nicht mit.

## Begründung

### Berufsausbildungsvertrag
Ein Berufsausbildungsverhältnis wird durch Abschluss eines Berufsausbildungsvertrages (§ 10 Abs. 1 BBiG) zwischen dem Ausbildenden und dem Auszubildenden begründet. Durch einen Berufsausbildungsvertrag verpflichtet sich der Ausbildende, den Auszubildenden in einem bestimmten Ausbildungsberuf auszubilden und der Auszubildende verpflichtet sich zum Lernen in diesem Ausbildungsberuf.
Der Begriff des Ausbildenden ist von dem des Ausbilders zu unterscheiden.
Minderjährige bedürfen zur Begründung eines Ausbildungsvertrages der Vertretung durch ihre gesetzliche Vertreter (§ 10 Abs. 3 BBiG).

### Verbundausbildung
Nach § 10 Abs. 5 BBiG ist auch eine Verbundausbildung durch mehrere Ausbildende zulässig.

### Form
Ein Berufsausbildungsvertrag kann auch formlos abgeschlossen werden. Der Ausbildende ist nach § 11 BBiG verpflichtet, den wesentlichen Inhalt nach Maßgabe des § 11 BBiG in einer Vertragsniederschrift festzulegen.

### Berufsausbildungsverzeichnis
Der Ausbildende hat den Berufsausbildungsvertrag zur Eintragung in das Berufsausbildungsverzeichnis anzumelden (§§ 24 ff. BBiG).

### Berechtigung
Auszubildende darf nur einstellen, wer persönlich geeignet ist (§ 28 Abs. 1 Satz 1 BBiG). Ausbilden darf nur, wer dazu persönlich und fachlich geeignet ist (§ 28 Abs. 1 Satz 2 BBiG). Die persönliche Eignung ist in § 29 BBiG, die fachliche Eignung in § 30 BBiG geregelt. Dies wird nach § 32 BBiG überwacht.
Eine Ausbildungsstätte muss die Voraussetzungen des § 27 BBiG erfüllen.

## Inhalt des Ausbildungsvertrages

### Ausbildungsdauer
Die Ausbildungsdauer soll nach § 5 Abs. 1 Nr. 2 BBiG nicht mehr als drei und nicht kürzer als zwei Jahre betragen. Die konkrete Ausbildungsdauer richtet sich nach der konkreten Ausbildungsordnung. Nach § 8 Abs. 1, 2 BBiG kann die zuständige Stelle die Ausbildungsdauer im Einzelfall verlängern oder verkürzen.
Nach § 21 Abs. 3 BBiG verlängert sich ein Ausbildungsverhältnis bei Nichtbestehen der Abschlussprüfung „auf Verlangen“ des Auszubildenden „bis zur nächstmöglichen Wiederholungsprüfung“, höchstens um ein Jahr. Entsprechendes gilt, wenn der Auszubildende an der ersten Prüfung krankheitsbedingt nicht teilnehmen kann. Die Verlängerung tritt auch dann ein, wenn „mit Sicherheit“ zu erwarten ist, dass der Auszubildende auch die Wiederholungsprüfung nicht bestehen wird. Besteht der Auszubildende auch die erste Wiederholungsprüfung nicht, verlängert sich auf sein Verlangen das Ausbildungsverhältnis ein weiteres Mal, wenn die Höchstfrist von einem Jahr dadurch nicht überschritten wird.
Daneben verlängert sich bei einem Absolvieren der Ausbildung in Teilzeit die Dauer dieser gemäß § 7a Abs. 2 BBiG entsprechend, höchstens jedoch bis zum Eineinhalbfachen der vorgesehenen Ausbildungsdauer. Daraus ergibt sich, dass bei einer Berufsausbildung mit einer regulären Dauer von drei Jahren die Teilzeitvariante maximal vier Jahre und sechs Monate andauern darf.
§ 7a Abs. 3 BBiG sieht darüber hinaus im Falle einer Verlängerung für die Auszubildenden aber auch die Möglichkeit vor, die Verlängerung der Berufsausbildung auch bis zum nächstmöglichen Prüfungstermin zu verlangen. Hintergrund dieser Möglichkeit ist die Tatsache, dass bei einer Anwendung des § 7a Absatz 2 aufgrund der Vielzahl möglicher Modelle einer Teilzeitausbildung nicht in jedem Fall ein offizieller Prüfungstermin erreicht werden kann.
Eine Anrechnung von Vorbildungszeiten zur Verkürzung der Ausbildungsdauer ist nach Maßgabe einer Rechtsverordnung gemäß § 7 Abs. 1 BBiG zulässig.

### Probezeit
Nach § 20 Satz 1 BBiG beginnt ein Berufsausbildungsverhältnis mit einer Probezeit. Die Probezeit muss (zwingend) nach § 20 Satz 2 BBiG mindestens ein Monat und darf bis höchstens vier Monate dauern. Vorherige Beschäftigungszeiten im Rahmen eines Arbeitsverhältnisses oder Praktikums sind nicht anzurechnen. Vorherige Ausbildungsverhältnisse ebenfalls nicht. Ausgenommen: „Eine erneute Vereinbarung einer Probezeit ist nur dann unzulässig, wenn zwischen dem neuen Berufsausbildungsverhältnis und dem vorherigen Ausbildungsverhältnis derselben Parteien ein derart enger sachlicher Zusammenhang besteht, dass es sich sachlich um ein Berufsausbildungsverhältnis handelt.“

### Ausbildungsordnung
Die jeweilige Ausbildungsordnung nach § 5 BBiG bestimmt den Inhalt des Ausbildungsverhältnisses.

### Pflichten des Ausbildenden
- Ausbildungspflicht

Die Pflichten des Ausbildenden bestehen in der Ausbildung gemäß § 14 BBiG. Darunter ist zu verstehen, dass er dem Auszubildenden die Fertigkeiten und Kenntnisse vermittelt, die zum Erreichen des Ausbildungszieles erforderlich sind.
- Berufsschule

Der Ausbilder hat nach § 14 Abs. 1 Nr. 4 BBiG dem Auszubildenden den Besuch der Berufsschule zu ermöglichen und zum Führen von Berichtsheften anzuhalten und diese zu kontrollieren.
- Freistellung

Der Ausbildende hat den Auszubildenden nach § 15 Satz 1 BBiG für die Teilnahme am Berufsschulunterricht und an Prüfungen freizustellen. Entsprechendes gilt, wenn Ausbildungsmaßnahmen außerhalb der Ausbildungsstätte durchzuführen sind (§ 15 Satz 2 BBiG).
- Vergütung

Der Vergütungsanspruch des Auszubildenden richtet sich nach den §§ 17–19 BBiG: Der Ausbildende hat dem Auszubildenden eine „angemessene“ Vergütung zu gewähren (§ 17 Abs. 1 Satz 1 BBiG), die mit fortschreitender Berufsausbildung mindestens jährlich ansteigen muss (§ 17 Abs. 1Satz 2 BBiG). Die Fortzahlung der Vergütung hat gemäß § 19 BBiG zu erfolgen.

### Pflichten des Auszubildenden
Die Pflichten des Auszubildenden sind in § 13 BBiG geregelt. Nach § 13 Satz 1 BBiG hat sich der Auszubildende zu bemühen, die berufliche Handlungsfähigkeit zu erwerben, die zum Erreichen des Ausbildungsziels erforderlich ist. Nach § 13 Satz 2 BBiG hat die Auszubildenden im Einzelnen unter anderem
- die „im Rahmen ihrer Berufsausbildung aufgetragenen Aufgaben sorgfältig auszuführen“ (§ 13 Satz 2 Nr. 1 BBiG)
- „an Ausbildungsmaßnahmen teilzunehmen“, für die sie nach § 15 BBiG freigestellt werden (§ 13 Satz 2 Nr. 2 BBiG), d. h. am Berufsschulunterricht, Prüfungen und an auswärtige Ausbildungsmaßnahmen teilzunehmen
- den Weisungen zu folgen, die ihnen im Rahmen der Berufsausbildung von Ausbildenden, von Ausbildern oder anderen ausbildungsberechtigten Personen erteilt werden (§ 13 Satz 2 Nr. 3 BBiG)
- „die für die Ausbildungsstätte geltende Ordnung zu beachten“ (§ 13 Satz 2 Nr. 4 BBiG)
- „Werkzeuge, Maschinen und sonstige Einrichtungen pfleglich zu behandeln“ (§ 13 Satz 2 Nr. 5 BBiG)
- „über Betriebs- und Geschäftsgeheimnisse Stillschweigen zu wahren“ (§ 13 Satz 2 Nr. 6 BBiG).

## Beendigung des Ausbildungsverhältnisses
Das Arbeitsverhältnis kann aus unterschiedlichen Gründen enden (§§ 21 f. BBiG). Bei vorzeitiger Beendigung kann unter Umständen ein Schadensersatzanspruch bestehen (§ 23 BBiG). Im Fall der Beendigung des Arbeitsverhältnisses ist ein Zeugnis zu erteilen (§ 16 BBiG).

### Beendigungsgründe
Als Beendigungsgründe kommen insbesondere in Betracht die Beendigung durch Zeitablauf (§ 21 Abs. 1 BBiG), die Beendigung auf Grund bestandener Abschlussprüfung (§ 22 Abs. 2 BBiG), die Kündigung (§ 22 BBiG, § 113 Abs. 1 InsO) oder ein Aufhebungsvertrag.

#### Beendigung durch Zeitablauf (§ 21 Abs. 1 BBiG)
Das Ausbildungsverhältnis endet grundsätzlich mit dem Ablauf der Ausbildungszeit. Dies auch dann, wenn die Ausbildungszeit gemäß § 29 Abs. 2, 3 BBiG verlängert oder verkürzt wurde. Das Ausbildungsverhältnis endet auch dann, wenn die Abschlussprüfung erst nach dem Ende der Ausbildungszeit erfolgt.

#### Beendigung durch Bestehen der Abschlussprüfung (§ 21 Abs. 2 BBiG)
Besteht der Auszubildende vor dem Ende der Ausbildungszeit, so endet das Ausbildungsverhältnis nach § 21 Abs. 2 BBiG „mit Bekanntgabe des Ergebnisses durch den Prüfungsausschuss“.
Zur Verlängerung des Ausbildungsverhältnisses bei Nichtbestehen der Prüfung (§ 21 Abs. 3 BBiG) siehe oben zu Ausbildungsdauer.

#### Kündigung des Ausbildungsverhältnisses (§ 22 BBiG)
Hauptartikel: Kündigung eines Berufsausbildungsverhältnisses
Kündigungserklärung
Die Erklärung einer Kündigung in einem Ausbildungsverhältnis muss schriftlich (§ 22 Abs. 3 BBiG) und im Fall einer Kündigung nach § 22 Abs. 2 BBiG (siehe unten) „unter Angabe der Kündigungsgründe“ erfolgen. Ein minderjähriger Auszubildender kann nur durch seine gesetzlichen Vertreter kündigen. Die Kündigung eines minderjährigen Auszubildenden muss seinen gesetzlichen Vertretern zugehen. Wie bei einem Arbeitnehmer ist der Sonderkündigungsschutz und sind die Mitbestimmungsrechte des Betriebsrates nach § 102 BetrVG, gegebenenfalls auch nach § 103 BetrVG, zu beachten.
Kündigung in der Probezeit (§ 22 Abs. 1 BBiG)
Während der Probezeit (§ 20 BBiG) kann das Ausbildungsverhältnis von beiden Seiten „jederzeit ohne Einhalten einer Kündigungsfrist gekündigt werden“ (§ 22 Abs. 1 BBiG).
Berufsaufgabekündigung des Auszubildenden (§ 22 Abs. 2 Nr. 2 BBiG)
Nach Ablauf der Probezeit kann der Auszubildende unter Einhaltung einer Kündigungsfrist von vier Wochen das Ausbildungsverhältnis kündigen, wenn er „die Berufsausbildung aufgeben oder sich für eine andere Berufstätigkeit ausbilden lassen“ will.
Kündigung aus wichtigen Grund (§ 22 Abs. 2 Nr. 1 BBiG)
Nach Ablauf der Probezeit kann das Ausbildungsverhältnis – mit Ausnahme der Berufsaufgabekündigung des Auszubildenden nach § 22 Abs. 2 Nr. 2 BBiG und einer Kündigung in der Insolvenz nach § 113 Abs. 1 InsO – nur „aus einem wichtigen Grund“ (§ 22 Abs. 2 Nr. 1 BBiG) – unter Einhaltung der Zweiwochenfrist gemäß § 22 Abs. 4 BBiG – gekündigt werden. Der Begriff des „wichtigen Grundes“ in § 22 Abs. 2 Nr. 1 BBiG entspricht dem „wichtigen Grund“ im Sinne des § 626 Abs. 1 BGB
und liegt vor, „wenn Tatsachen vorliegen, aufgrund derer dem Kündigenden unter Berücksichtigung aller Umstände des Einzelfalls und unter Abwägung der Interessen beider Vertragsteile die Fortsetzung des Berufsausbildungsverhältnisses bis zum Ablauf der Ausbildungszeit nicht zugemutet werden kann“.
Schlichtungsausschuss nach § 111 ArbGG
Besteht (wie in der Regel) bei der zuständigen Kammer oder Innung ein paritätischer Schlichtungsausschuss, so ist die nach § 111 Abs. 2 Satz 5 ArbGG vorgeschriebene Verhandlung nach dem BAG Prozessvoraussetzung und ein Verfahren direkt vor dem Arbeitsgericht unzulässig. Ist sich ein Auszubildender unsicher, ob ein Schlichtungsausschuss besteht oder zwar besteht, aber vielleicht nicht zuständig ist, und sind Fristen zu wahren, empfiehlt es sich vorsorglich vorfristig beim Arbeitsgericht zu klagen und das Verfahren vor dem Arbeitsgericht bis zur Beendigung des Schlichtungsverfahrens ruhend zu stellen.
Das Verfahren vor dem Schlichtungsausschuss kann durch einen Vergleich oder einen Schlichterspruch beendet werden. Im Falle eines Spruches wird dieser nur dann verbindlich und wirkt wie ein Urteil, wenn beide Parteien den gefällten Spruch innerhalb einer Woche nach der Schlichtungsverhandlung anerkennen. Ist das nicht der Fall, so kann binnen zwei Wochen nach ergangenem Spruch Klage beim zuständigen Arbeitsgericht erhoben werden. Für die Einleitung des Verfahrens vor dem Ausschuss gilt keine Frist, sondern nur die Grenze der Verwirkung.
Klagefrist nach §§ 4, 13 KSchG
Besteht kein Schlichtungsausschuss, hat der Auszubildende im Fall einer fristlosen Kündigung durch den Ausbildenden die dreiwöchige Klagefrist der §§ 4, 13 KSchG zu beachten – ansonsten wird die Wirksamkeit der Kündigung fingiert.

### Schadensersatz
Bei einer Beendigung des Ausbildungsverhältnisses nach Ablauf der Probezeit kann jeder Vertragspartner vom anderen Vertragspartner Schadensersatz verlangen, wenn „die andere Person den Grund für die Auflösung zu vertreten hat“ (§ 23 Abs. 1 Satz 1 BBiG), jedoch nicht wenn das Ausbildungsverhältnis auf Grund einer Berufsaufgabekündigung des Auszubildenden geendet hat (§ 23 Abs. 1 Satz 2 BBiG). Dieser Anspruch erlischt, wenn er nicht innerhalb von drei Monaten nach Beendigung geltend gemacht wird (§ 23 Abs. 2 BBiG).

### Anspruch auf Übernahme?
Grundsätzlich besteht kein Anspruch des Auszubildenden, vom Ausbildenden in ein Arbeitsverhältnis übernommen zu werden.
- Einen gesetzlichen Übernahmeanspruch haben nur die Mitglieder der Betriebsverfassungs- und Personalvertretungsorgane (siehe auch: Jugend- und Auszubildendenvertretung).
- Mitunter besteht nach einem Tarifvertrag eine befristete Übernahmeverpflichtung (etwa für ein Jahr) nach Maßgabe des betreffenden Tarifvertrages.
- Einzelvertragliche Verpflichtungen, nach der Ausbildung ein Arbeitsverhältnis zu begründen, sind für den Auszubildenden nur dann bindend, wenn der Auszubildende diese Verpflichtung innerhalb der letzten sechs Monate des Berufsausbildungsverhältnisses eingegangen ist (§ 12 Abs. 1 Satz 2 BBiG). Ansonsten ist daran nur der Arbeitgeber, nicht der Auszubildende gebunden (§ 12 Abs. 1 Satz 1 BBiG).

- Nach § 24 BBiG wird ein unbefristetes Arbeitsverhältnis begründet, wenn der Auszubildende „im Anschluss an das Berufsausbildungsverhältnis beschäftigt wird, ohne dass hierüber ausdrücklich etwas vereinbart worden ist“ (§ 24 BBiG).

### Zeugnis
Bei Beendigung des Arbeitsverhältnisses hat der Auszubildende einen Anspruch auf Erteilung eines schriftlichen Zeugnisses (§ 16 Abs. 1 Satz 1, 2 BBiG), dass dann, wenn der Ausbildende die Berufsausbildung nicht selbst durchgeführt hat, auch der Ausbilder unterschreiben soll (§ 16 Abs. 1 Satz 3 BBiG). Der Auszubildende erhält ein einfaches Zeugnis (§ 16 Abs. 2 Satz 1 BBiG), nur auf Verlangen auch ein qualifiziertes Arbeitszeugnis (§ 16 Abs. 2 Satz 2 BBiG). Dies neben dem Abschlusszeugnis nach § 37 Abs. 2 Satz 1 BBiG.